# Galaxy Unpacked
Galaxy Unpacked là sự kiện được tổ chức nửa năm một lần bởi Samsung Electronics, nơi giới thiệu các thiết bị mới bao gồm điện thoại thông minh, máy tính bảng và thiết bị đeo tay. Nó được tổ chức lần đầu tiên vào tháng 6 năm 2009 tại sự kiện CommunicAsia tại Singapore Expo ở Singapore, và hiện được tổ chức thường xuyên nhất ở Barcelona và Thành phố New York.
Sự kiện này bao gồm các bài thuyết trình quan trọng về việc ra mắt các sản phẩm do các lãnh đạo công ty trình bày. Người tham dự có thể tham quan các khu trưng bày và trải nghiệm thực tế các sản phẩm tại khu vực trình diễn. Các chương trình phát sóng trực tiếp của Samsung Unpacked có một đoạn nhạc mở đầu cho loạt sản phẩm Samsung Galaxy, thường là các phiên bản tùy biến của "Over the Horizon" và một hoạt ảnh lặp lại.
Vào tháng 8 năm 2020, do đại dịch COVID-19, Samsung đã tổ chức sự kiện ảo đầu tiên ra mắt loạt thiết bị Galaxy Note20. Nó được phát sóng trực tiếp từ trụ sở chính của họ ở Suwon, Hàn Quốc và thu hút 56 triệu lượt xem.
Galaxy Unpacked vào tháng 7 năm 2023 được tổ chức vào ngày 26 tháng 7 lúc 18 giờ (GMT+7) (8pm KST) tại Seoul, Hàn Quốc, nơi thành viên BTS SUGA (Min Yoon-gi) đã xuất hiện. Bài hát Daechwita của anh, được phát hành dưới bút danh thay thế Agust D, đã được giới thiệu trong phần giới thiệu của buổi lễ. Đây là sự kiện Unpacked đầu tiên có khán giả trực tiếp được tổ chức tại quê hương của Samsung.
Galaxy Unpacked đầu tiên cho năm 2024 diễn ra vào ngày 17 tháng 1 tại Trung tâm SAP ở San Jose, California, nơi Samsung đã công bố Galaxy AI thế hệ mới và Galaxy S24 Series. Họ cũng chính thức giới thiệu thiết bị Galaxy Ring của mình với ngày phát hành được ấn định vào khoảng cuối năm 2024. Trong sự kiện này, Pokimane đã xuất hiện với tư cách khách mời đặc biệt để giới thiệu các tính năng AI của điện thoại mới.

## Ra mắt sản phẩm
| Năm  | Dòng thời gian của sản phẩm phát hành |
| 2009 | Samsung S8000 Jet, Samsung i8000 Omnia II |
| 2010 | Samsung S8500 Wave, Samsung Galaxy S |
| 2011 | Samsung Galaxy S2, Galaxy Note, Galaxy Nexus |
| 2012 | Samsung Galaxy S3, Galaxy Note2, Galaxy Tab 2, và Galaxy Camera |
| 2013 | Samsung Galaxy S4, Galaxy Note3, Galaxy Gear |
| 2014 | Samsung Galaxy S5, Galaxy Note4, Galaxy Note Edge, Galaxy Tab Active, Gear S, Gear VR, Gear Circle, Gear Live, Gear Fit, Gear 2 Neo và Gear 2 |
| 2015 | Samsung Galaxy S6, Galaxy S6 Edge, Galaxy S6 Edge+, Galaxy Note5, Gear S2 |
| 2016 | Galaxy S7, Galaxy S7 Edge, Gear 360 camera, Galaxy Note7, Gear S3 Classic, Gear S3 Frontier, Gear VR, Gear Fit2, Gear S2 Classic và Gear IconX |
| 2017 | Galaxy S8, Galaxy S8+, Galaxy Note8, Galaxy Tab S3, Gear Fit2 Pro và Gear Sport |
| 2018 | Galaxy S9, Galaxy S9+, Galaxy Note9, Galaxy Watch, Galaxy Home |
| 2019 | Galaxy S10e, Galaxy S10, Galaxy S10+, Galaxy S10 5G, Galaxy Note10, Galaxy Fold, Galaxy Book S, Galaxy Watch Active, Galaxy Fit, Galaxy Watch Active2, Galaxy Buds, Galaxy Z Flip, Galaxy A70, Galaxy A80 |
| 2020 | Galaxy S20, Galaxy S20+, Galaxy S20 Ultra, Galaxy Note20, Galaxy Note20 Ultra, Galaxy Z Fold2, Galaxy S20 FE, Galaxy Buds+, Galaxy Buds Live, Galaxy Tab S7, Galaxy Tab S7+, Galaxy Fit2, Galaxy Watch3, Galaxy A01, Galaxy A11, Galaxy A21s, Galaxy A31, Galaxy A41, Galaxy A51, Galaxy A51 5G, Galaxy A51 5G UW, Galaxy A71, Galaxy A71 5G, Galaxy A71 5G UW |
| 2021 | Galaxy Z Fold3, Galaxy Z Flip3, Galaxy Watch4 và Galaxy Watch4 Classic, Galaxy Buds2, Galaxy S21, Galaxy S21+, Galaxy S21 Ultra, Galaxy Buds Pro và Galaxy SmartTag, Galaxy A02, Galaxy A12, Galaxy A32, Galaxy A32 5G, Galaxy A42 5G, Galaxy A52, Galaxy A52 5G, Galaxy A72, Galaxy Book, Galaxy Book Pro, Galaxy Book Pro 360                                |
| 2022 | Galaxy S22, Galaxy S22+, Galaxy S22 Ultra, Galaxy S21 FE, Galaxy Tab S8, Galaxy Tab S8+, Galaxy Tab S8 Ultra, Galaxy M33, Galaxy M23, Galaxy A23, Galaxy A13, Galaxy A33 5G, Galaxy A53 5G, Galaxy A73 5G, Galaxy Z Fold 4, Galaxy Z Flip 4, Galaxy Watch 5, Galaxy Watch 5 Pro, Galaxy Buds2 Pro                                                              |
| 2023 | Galaxy S23, Galaxy S23+, Galaxy S23 Ultra, Galaxy Book 3 Pro, Galaxy Book 3 Pro 360, Galaxy Book 3 Ultra, Galaxy Z Fold 5, Galaxy Z Flip 5, Galaxy Watch 6, Galaxy Watch 6 Classic, Galaxy Tab S9, Glaxy Tab S9+, Galaxy Tab S9 Ultra |
| 2024 | Galaxy S24, Galaxy S24+, Galaxy S24 Ultra, Galaxy Ring, Galaxy Z Fold 6, Galaxy Z Flip 6, Galaxy Watch 7, Galaxy Watch Ultra, Galaxy Buds3 Pro |